# Aphaenogaster finzii
Aphaenogaster finzii é uma espécie de inseto do gênero Aphaenogaster, pertencente à família Formicidae.